# Jens Jørgensen (borgmester)
 Der er flere personer med dette navn, se Jens Jørgensen.
Jens Christian Jørgensen (født 21. december 1942 i Vestermarie, Bornholm) var rektor ved Slagelse Gymnasium og HF-kursus, borgmester i Slagelse Kommune (1994-98) og medlem af Folketinget (1990-98) for Det Konservative Folkeparti.
Jørgensen blev uddannet cand.mag. i historie og tysk ved Københavns Universitet og arbejdede siden som adjunkt ved først Maribo Gymnasium og derpå Roskilde Katedralskole, inden han kom til Slagelse som rektor.
Han har skrevet en lang række bøger, hvoraf den mest opsigtsvækkende nok er H.C. Andersen – En Sand Myte med en kontroversiel teori om H.C. Andersens ophav.

## H.C. Andersen – En Sand Myte
Jens Jørgensens bog H.C. Andersen – En Sand Myte vakte ved udgivelsen i 1987 megen opmærksomhed, men blev i en anmeldelse af Johan de Mylius (og andre kendte H.C. Andersen-forskere) ubarmhjertigt sablet ned.
De henholdt sig alene til kirkebogen i Odense og fastslog, at H.C. Andersen var født af en vaskekone, og at hans fader var en fattig 21-årige friskomager.
Johan de Mylius betvivlede i sin anmeldelse påstanden om Elise Ahlefeldt-Laurvig som moder til HCA og konkluderede:
”At Præst, faddere og menighed har måttet lukke øjnene for nogle højst mærkværdige dåbsomstændigheder. Og siden har de holdt mund om sagen, ligesom alle de andre, som gennem tiderne har ydet H.C.A. støtte i bevidsthed om hans virkelige oprindelse. Ejendommeligt at ikke én har røbet hemmeligheden”.
Jørgensens tilhængere har påpeget, at de kritiske forskere ikke kan have været uvidende om, at flere højtstående personer, netop ved dåben af et uønsket barn, havde anvendt dækforældre.
Fx Elise Ahlefeldts datter, Adolphine Laurvig, og ”Jomfru Fanny”, der – ganske vist – ifølge en folketradition er en før-ægteskabslig datter af prinsesse Charlotte Frederikke og prins Christian.

## Henvisning
1. ↑  Jens Jørgensen
2. ↑  Navne. Notits i Politiken 20. december 2017.

### Andre
- Svend Erik Georg Larsen (2002). Slægtsforskning og guldalderens dæknavne. København.